# 御留流
御留流（おとめりゅう）とは、江戸時代に一つの藩でのみ伝承され、同じ藩内でも他流の者に稽古を見せることを、藩より禁じられた武術の流派のこと。武道史の研究者間では御留流は存在しないという説もある。

## 概要
御留流は他藩への技法の漏洩を防ぐため、他流試合や他藩士に教授することが禁じられていたとされる。「他藩からの刺客に対して手の内を悟らせない」、「藩士の結束や優越意識を高める」等の理由から御留流が制定されたとされる。藩の御流儀と御留が混同していることも多いが、御流儀とは多くの場合、藩主が学んでいる、もしくは藩主が創始した流派を指す。
ただし以下の理由から武道史の研究家の中には御留流は存在しないとする見解も多い。
- 御留流という言葉は江戸時代の文献には見られない。
- 流儀外の人間に技を見せない事は、日本の武術において一般的なことである。
- 江戸の大道場や農村地帯の道場のように一般に門戸を開いている道場と違い、門弟の数が多くない流派の場合、そもそも藩外に広がる要素が無い。

## 御留流とされる流派の一覧
- 溝口派一刀流（会津藩）
- 福沢流（尾張藩）
- 貫流（尾張藩）
- 御家流火術（桑名藩）
- 円極流（佐賀藩）
- 高松御流儀（高松藩）
- 柳生流[1]（熊本藩）- 熊本藩では、柳生流は他流試合や他流が稽古を見ることも、藩命で禁じられていた。
- 鈴鹿流（仙台藩）

## 御留流とされることもある流派
- 楊心流薙刀術（柳河藩）…熊本藩の星野家に伝わった楊心流長刀が、幕末に柳河藩に伝わったもの。柳河藩伝の楊心流薙刀術の団体は御留流であると主張している[2]が、御留流であるとする史料は無い。
- 無双直伝英信流…土佐藩の御留流との主張もある。
- 示現流…薩摩藩の御留流と言われる事があるが、佐土原藩、延岡藩、笠間藩にも伝えられている。
- 御式内…会津藩の御留流とされるが、大東流合気柔術の伝承にあるのみで、史料上で存在が確認されていない。大東流の元になったとされる。

この他にも、御留流であったと主張している流派はいくつかある。